# Johan Verstrepen
Johan Verstrepen (Herentals, 21 d'octubre de 1967) va ser un ciclista belga, que fou professional entre 1990 i 2006. Els seus majors èxits són en curses d'un sol dia. També guanyà una etapa del Circuit Franco-Belga

## Palmarès
- 1989
  - Vencedor d'una etapa del Circuit Franco-Belga
  - 1r al Tour de l'Hainaut Occidental
- 1992
  - 1r al GP Briek Schotte
  - 1r al GP Paul Borremans
- 1994
  - 1r al Raf Jonckheere
  - 1r a Dentergem
- 1995
  - 1r a Moorsele
- 1997
  - 1r al GP Wingene
- 1998
  - 1r a Houtem
  - 1r a Geetbets
- 1999
  - Vencedor d'una etapa de l'Étoile de Bessèges
- 2005
  - 1r a l'Izegem Koers
- 2006
  - 1r a Kortemark

### Resultats al Tour de França
- 1999. Abandona (11a etapa)
- 2001. 130è de la classificació general

### Resultats al Giro d'Itàlia
- 2003. 94è de la classificació general
- 2004. 94è de la classificació general

### Resultats a la Volta a Espanya
- 1992. 135è de la classificació general
- 2002. Abandona (11a etapa)